# 臺南機場

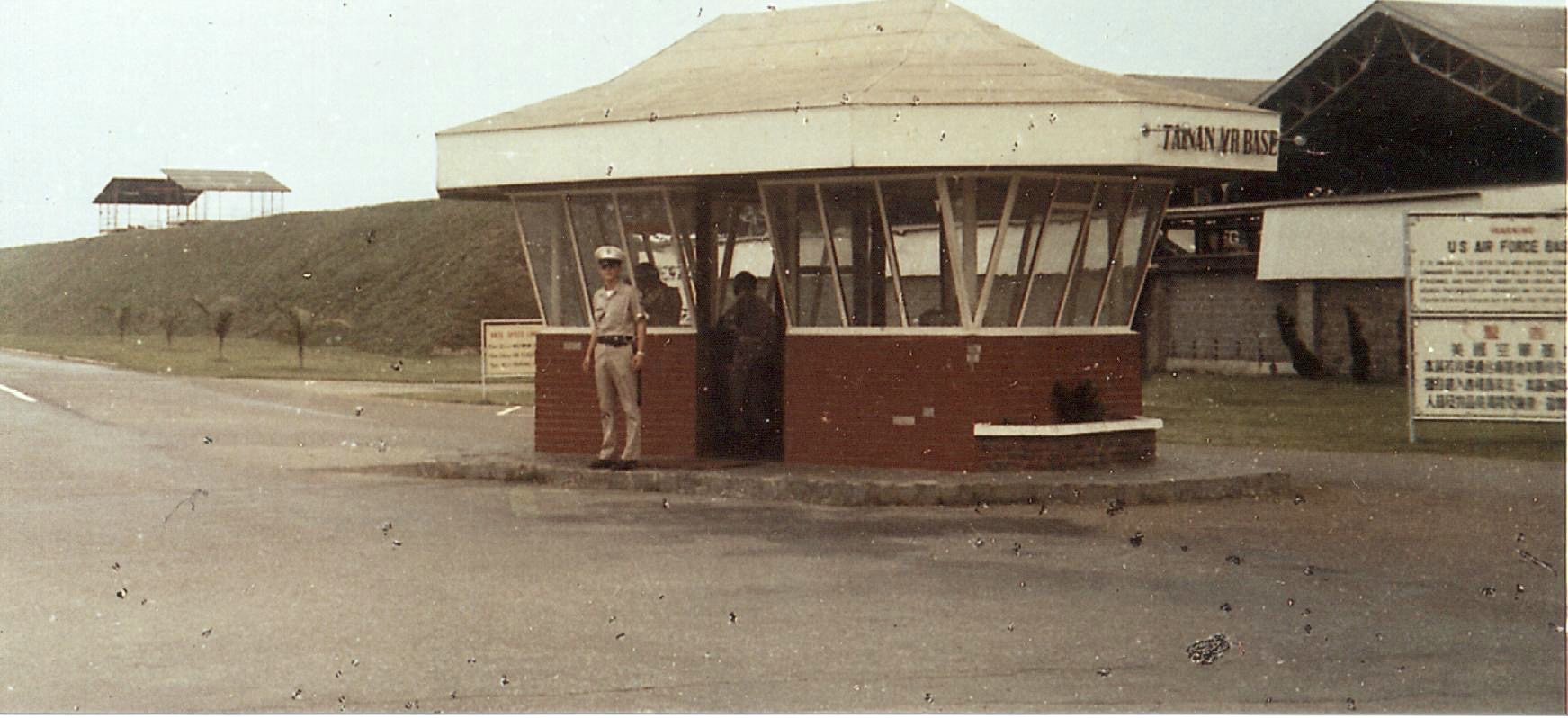
1972年，台南空軍基地的美軍大門

臺南機場或稱為臺南航空站、臺南空軍基地，位於中華民國（臺灣）臺南市，是雲嘉南地區最大的機場，不僅是臺南市主要的聯外機場，也是雲嘉南地區第一座擁有國際航線的國內機場。場站目前由軍方管理，包含了軍用的中華民國空軍臺南基地和民用的交通部民用航空局臺南航空站（Tainan Airport），同時也是航空器維修商亞洲航空總部與維修基地，面積約5.57平方公里（557公頃），因此越南戰爭期間是美國空軍軍機轉移的重要維修基地之一，也曾是駐台美軍的軍用機場。航空場站區域主要位於臺南市的南區的東南部以及仁德區西北部的交界地帶。
臺南機場緊臨臺南市南區與仁德區、高雄市北端，距離臺南市中心的臺南車站僅6公里。現民用航空方面，有立榮航空等航空公司提供往返澎湖、金門等地航班。
另外，民航局於2011年6月21日完成兩岸空運協議換文，增列臺南機場為直航機場，自2011年7月1日起成為提供兩岸直航服務之機場。

## 概要
臺南機場，於臺灣日治時期便已經設置，當時稱臺南飛行場。1936年落成時，地屬臺南市郊外永寧鞍子。而歷經行政區劃改制，現屬於臺南市南區大恩里。
臺南基地的軍用歷史十分出彩，第二次世界大戰期間，日軍除了從此處起飛參與菲律賓的戰鬥之外，臺南飛行場在戰爭後期也為美軍的重要轟炸目標。在軍事上，該機場除了先後為日本海軍航空隊（臺南海軍航空隊、第765海軍航空隊等）與中華民國空軍使用外，美國空軍亦曾使用該座機場參與越戰，並因兩岸局勢曾在此佈署過核彈。由於這些經驗在先，2015年還接待過美軍F-18備降修理。
臺灣日治時期除本場之外，另有兩處「臺南飛行場」，分別位在今天臺南市永康區與歸仁區。另外在二次大戰期間，美軍曾將臺南飛行場拼作「Eineisho Airport」（指「永寧庄機場」）。以下行文在特別指稱日治時期民用的臺南機場將使用「臺南飛行場」一詞，轉為軍用後為與遷到永康的民用「臺南飛行場」區分，改用「臺南機場」一詞。

## 歷史

### 選址
臺南機場的出現，與1936年8月開啟的島內民航定期航空有關。臺南州在1935年時便已開始挑選機場場址，以後甲、竹篙厝、安平等三地為候選地。翌年（1936年）高雄州與臺南州交涉，希望改在兩州之間的岡山設置機場，但臺南州於同年12月23日通過預算，以新豐郡永寧庄鞍子）作為機場場址，共18萬坪。
為了促使機場早日動工，地方人士在1936年8月13日於臺南公會堂成立「臺南飛行場設置期成同盟會」。後來臺南州知事川村直岡義感到機場設置的急迫性，年底時召開臨時會，望能籌募15萬日圓預算支付工程費用與取得13萬坪的臺灣製糖會社土地。臺南州臨時州會於該年12月23日通過建設案，總經費為16萬1620日圓，土地則為18萬780坪，之後因目的達成，期成同盟會於同年12月29日在臺南市役所會議室宣布解散。

### 開業
臺南飛行場建設工程於1937年1月30日舉行「地鎮祭」，同年5月30日完工。6月1日，第一架飛機在臺南市上空盤旋三圈後，於10時7分正式降落並實質啟用，開場式於6月27日舉行。當時的路線有日本航空輸送經營的島內線，稍後再增設馬公線。
民用機場時期的臺南飛行場除了有經營客貨運的日本航空輸送進駐外，另外還有臺南州國防義會航空團進駐，舉辦多次滑翔機的訓練活動。後來由於日本樞密院在1939年11月22日決議通過改由大日本航空株式會社經營日本國內外的民航航線，臺南飛行場內屬於日本航空輸送的設施遂移交給大日本航空。

### 二戰時期
原為民用機場的臺南飛行場在1940年轉由日軍海軍航空隊使用，民航業務遷到該年3月1日正式啟用的新機場（位於永康，約在現在的永康區台南應用科技大學附近），新機場名字沿用「臺南飛行場」一詞，但該座民用臺南飛行場在1943年底也因日軍戰況惡化，民用飛機與駕駛皆被軍方徵用而轉為軍用機場。
1944年10月的臺灣空戰中，臺南機場成為重要攻擊目標，機場設施方面有1棟機庫失火，1棟機庫與兩棟附屬建築被毀，無線通信設施受創。1945年年初，日方重整臺灣部隊，第二臺南航空隊遂因而解散，而後在該年2月5日於臺南成立第765海軍航空隊。

### 戰後初期

#### 移交機場
1945年8月日本無條件投降後，日軍南臺海軍航空隊司令於該年10月5日由第765海軍航空隊的司令增田正吾兼任，並與來臺的中華民國空軍第22地區司令張柏壽處理軍事設施與物資的移交，其所呈繳的機場有臺南、仁德、歸仁、永康的機場，與臺南機場南方的「左營F要地應急跑道」，另外還有尚未竣工的麻豆機場。而日治時期曾冠以「臺南飛行場」之名的三座機場中，臺南機場後來變為軍民合用機場，位於永康的機場於1947年廢止，歸仁的機場則稱為南保機場，駐有中華民國陸軍航空特戰指揮部所轄的陸軍飛行訓練指揮部。
在戰後不久，臺南與臺北松山，是全島唯二的民用機場。國民政府遷臺前，曾闢有廈門、汕頭等線。

#### 美國空軍駐臺部隊使用時期
配合1954年簽訂的《中美共同防禦條約》，成立了美軍協防台灣司令部（USTDC），美國空軍第12戰鬥轟炸機中隊（12th FBS）從1955年1月27日至2月19日，1955年9月3日至11月30日部屬至台南空軍基地，配備F-86F軍刀戰鬥機，1955年3月3日至4月2日，美國空軍第26戰鬥攔截機中隊（26th FIS）也部署至台南基地。美國空軍第24戰術導彈中隊（24th TMS）在1957年5月7日進駐臺南機場，配備射程高達1,130公里的MGM-1屠牛士飛彈，可以打擊中國東南沿海重要軍事設施，於10月佈署完成，每個中隊共有6個發射架、配備25枚飛彈，每個發射架有2個發射小隊。1956年11月，美國空軍第336日間戰鬥機中隊（26th FDS）也部署至台南基地。
1957年10月20日，美國空軍第6200空軍基地聯隊（6200th Air Base Wing）在台南空軍基地編成，以對進駐的美軍單位提供各項後勤支援，而同樣配備屠牛士飛彈的美國空軍第17戰術導彈中隊也在該年11月完成在臺南機場的佈署，8月18日，第6200空軍基地聯隊（6200th Air Base Wing ; 6200th ABW）轉移至克拉克空軍基地（Clark Air Base），由第6214戰術大隊（6214th Tactical Group ; 6214th TACG）接替。
1958年，美國陸軍工程兵團的第802工兵航空營（802nd Engineer Aviation Battalion）A連，部署至台南空軍基地，進行基礎設施工作、建造新建築以及鋪設新的混凝土跑道。
1958年7月8日後第17戰術導彈中隊撤離，改由為美國空軍第868戰術導彈中隊（868th TMS），除了繼續駐在臺南空軍基地之外，也改為配備核彈頭的TM-61C版本，在八二三砲戰期間對於解放軍產生了一定的嚇阻作用，直到1962年3月25日時屠牛士飛彈才撤離。另外美軍曾於1958年2月25日在臺南機場興建Mk 7核彈儲藏庫，當時空軍設置的是獨立的彈藥庫，於是核彈等重要軍備也由美軍第6214保安憲兵中隊（6214th Security Police Squadron）約百人自己看守，艾森豪於1960年開始在臺灣佈署原子彈，後於1974年7月底時撤走。
宋楚瑜曾於其著作中提及，美軍在台灣佈署的原子彈前後共分成兩種，一種是裝在地對地的屠牛士導彈上，後來的另一種則是可吊掛在F-100超級軍刀戰鬥機或F-4幽靈II戰鬥機上的戰術型核彈，根據美國冷戰後解密的檔案，臺南機場具體核彈的數量為12枚，MK-7戰術核彈的投擲任務由第405戰鬥機聯隊派駐台南基地的第1分遣隊（Detachment 1）負責，台南空軍基地的美國空軍分遣隊共配屬4架戰鬥機、6名飛行員和相關人員。4架待命機中有2架負責核子打擊任務，日夜都保持4名飛行員警戒待命，2名休息的狀態 。
美國海軍陸戰隊部屬於日本岩國基地的美國海軍陸戰隊第314攻擊中隊及美國海軍陸戰隊第323攻擊中隊曾於1966年5月13日至7月21日間部署至台南空軍基地，使用F-4B戰鬥機。
1965年4月7日，美國空軍第552空中預警與控制聯隊從加州麥克萊倫空軍基地派遣了一個EC-121空中預警機分隊進駐台南基地。
1966年2月8日，第6214戰術大隊（6214th Tactical Group）更名為第6214戰鬥支援大隊（6214th Combat Support Group ; 6214th CSG）。
1966年6月10日-1969年12月15日，美國空軍第509戰鬥攔截機中隊從菲律賓克拉克空軍基地（Clark AB）定期以臨時任務（TDY）形式部署F/TF-102A三角劍戰鬥機至台南空軍基地，負責台灣海峽的防空攔截及例行性偵巡任務。
另外美空軍405戰鬥機聯隊曾在1959年12月到1967年8月派遣配備F-100D超級軍刀戰鬥機的510戰術戰鬥機中隊下屬單位進駐臺南機場，之後改由從菲律賓克拉克空軍基地（Clark AB）調來配備F-4D的美國空軍第523戰術戰鬥機中隊接替，美軍駐台南空軍基地的戰鬥機部隊與清泉崗基地不同，台南基地負責核打擊，清泉崗基地負責空優。
以下為第405戰術戰鬥機聯隊曾經派遣支隊進駐台南基地的單位：
- 第510戰術戰鬥機中隊（510th Tactical Fighter Squadron，1959年12月－1967年8月) (F-100D)
- 第523戰術戰鬥機中隊（523rd Tactical Fighter Squadron，1965年11月20日－1973年8月31日，垂直尾翼代碼：PN) (F-100D，F-4D）
- 第509戰鬥攔截機中隊（509th Fighter-Interceptor Squadron，1966年6月10日-1969年12月15日，垂直尾翼代碼：PK）（F-102A）
- 第90戰術戰鬥機中隊（90th Tactical Fighter Squadron，1973年8月31日－1974年7月31日，垂直尾翼代碼：PN) (F-4D)

1972年6月6日，第523戰術戰鬥機中隊（523rd Tactical Fighter Squadron）部署在泰國烏隆泰國皇家空軍基地一架F-4D（66-6232），飛往北越安沛空軍基地附近執行戰鬥空中巡邏（CAP）時，被S-75飛彈擊中，僚機沒有觀測到彈射跳傘，前座飛官詹姆斯·艾倫·福勒（LTC James Alan Fowler）中校及後座雷達攔截官（RIO）約翰·韋恩·瑟爾（CAPT John Wayne Seuell）上尉 失蹤。
1974年7月31日，美國空軍將MK-7核彈撤離台南空軍基地後，駐台南基地的美軍第6214戰鬥支援大隊（6214th Combat Support Group）更名為第6214空軍基地大隊（6214th Air Base Group），下轄中隊數量縮編為4個，分別為第6214彈藥維護中隊（6214th Munitions Maintenance Squadron）、第6214空軍基地中隊（6214th Air Base Squadron）、第6214保安憲兵中隊（6214th Security Police Squadron）以及位於澎湖拱北山的第2128通信中隊（2128th Communications Squadron）。1974年9月30日，第2128通信中隊（2128th Communications Squadron）解編。
1974年12月1日，第6214空軍基地大隊（6214th Air Base Group）降編為第6214空軍基地中隊（6214th Air Base Squadron ; 6214th ABS），駐紮於澎湖馬公空軍基地及拱北山雷達站的美軍於1975年6月全數撤出。
1975年5月31日，美國空軍第6214空軍基地中隊（6214th Air Base Squadron）於台南空軍基地解散，此後，美國空軍於台南空軍基地的駐留人員剩下75人，1977年減少至20人。
越南戰爭期間台南基地的亞洲航空也是美國軍機重要的維修站。據曾以美國空軍尉官身分派駐臺南基地服役的國務院外交官梁昊（Howard H. Lange）所述，臺南基地亞航維修站的保修機種包含了越南戰場歸來的F-105雷公戰鬥機、F-100超級軍刀戰鬥機、F-4幽靈II戰鬥機、A-6闖入者式攻擊機、C-46運輸機及民航空運公司所屬的康維爾880等。在此期間，已經為了12,000多架的美國空軍軍機提供維修服務，並為其中8,000戰機的發動機進行了改裝，1973年美國從越南撤軍後至1979年斷交前，也有部分駐日美軍及駐韓美軍的F-4幽靈II戰鬥機前來維修。

### 現況
在民用航空方面，1951年指定臺南機場為臺北松山機場的國際線輔助機場，並由民航空運隊負責臺北－臺南航線，1955年航空器修護公司亞洲航空於臺南機場成立。遠東航空則在1957年加入臺北－臺南貨運航線，後來因為高雄國際機場於1965年7月1日成立，臺南機場不再擔任國際線輔助機場，僅有國內線。
1978年8月1日奉交通部民航局核准成立『臺南民航候機室』，並於1993年1月1日改制為臺南輔助站。隔年再改制設立臺南航空站（編制為丙種航空站），1997年升格為乙種航空站（2003年5月28日改為乙等航空站）
臺南機場的全盛期，是在1997年，當時全年載運量達249萬6千人次，有臺北、花蓮、臺東、馬公、金門航線，其中臺北航線原有四家航空公司提供服務，華航於1990年代將國內線轉交給華信航空時直接取消臺北-臺南航線，再加上2000年立榮航空因取得離島航線航權（金門、馬公航線）而失去台北航權，因而停飛臺北航線。至此臺北-臺南航線僅剩復興航空及遠東航空營運。
隨著臺鐵環島鐵路網建構完善的原因，復興航空花蓮、臺東航線，於2003年同時停飛，至此臺南機場僅剩西部的臺北-臺南航線以及飛往金門、馬公的離島航線。2007年高鐵通車後，臺灣西岸航空業全面失去競爭力。2008年3月1日，遠東航空停飛臺北－臺南航線，2008年8月1日，復興航空也停飛臺北-臺南航線。雖然2010年由於發生甲仙地震導致高鐵出軌而暫時停駛，曾一度由立榮航空復飛臺北-臺南航線，但屬於臨時性質。此後至2013年，臺南機場的定期航線班機，僅有澎湖、金門兩條離島國內航線，年載運僅有28萬人次，為全盛期的9分之1。
2011年6月30日，交通部民用航空局核定開放不定期國際及兩岸包機業務，臺南機場成為臺灣第9個可以營運國際／兩岸航線的機場。曾有數次不定期的包機起降，至2013年之後陸續有中華航空、中國東方航空越捷航空等，開闢香港、武漢、大阪及胡志明市等地定期航線。臺南機場亦在同時同步開啟外籍航空班機轉降業務，是部分航班在桃園國際機場、高雄國際機場、澎湖機場（距離最近，飛行20分）、金門機場（先轉降澎湖，無法降落才轉飛臺南）以及臺灣以外的香港國際機場、澳門國際機場關場時的轉降機場。

## 政府機關及軍方使用狀況

### 中華民國空軍
由於中華民國國軍部隊在二戰後將重心放在中國大陸，第二次世界大戰到1948年間並未在臺南機場駐有航空部隊，日軍留下來的飛機有的被送到中國大陸使用，有的是當成廢鐵拍賣，也有部分飛機留在臺灣當成連絡機。隨著第二次國共內戰失利，中華民國國軍部隊由中國大陸開始轉進撤退到臺灣。
中華民國政府遷到臺灣，兩岸交流中斷後，臺南機場在民航方面仍保有臺灣地區的航線，而在軍事方面除了有中華民國空軍使用外，亦曾為駐臺美軍的空軍基地之一。中華民國空軍第一轟炸大隊於1952年時從臺中水湳機場移駐臺南機場，改配置F-84戰鬥機，後來該部隊歷經裝備更替與更名，為今天的空軍第一戰術戰鬥機聯隊。主要配置的戰鬥機為國造F-CK-1經國號戰鬥機。

### 空軍司令部派駐單位
- 空軍第一戰術戰鬥機聯隊（原第443戰術戰鬥機聯隊）：臺灣臺南空軍基地（聯隊長少將、副聯隊長上校）
  - 第一戰鬥機作戰隊（F-CK-1經國號戰鬥機）20架
  - 第三戰鬥機作戰隊（F-CK-1經國號戰鬥機）20架
  - 第九戰鬥機作戰隊（F-CK-1經國號戰鬥機）20架
  - 空軍第一修護補給大隊
  - 空軍第一基地勤務大隊
  - 馬公基地勤務隊
  - 憲兵第一中隊
  - 憲兵第九中隊

#### 台南基地歷代戰鬥機
- F-84雷霆戰鬥機（1953年～1964年）
- F-86軍刀戰鬥機（1954年～1988年）
- F-100超級軍刀戰鬥機（1965年～1967年）
- F-102三角劍戰鬥機（1966年～1969年）
- F-4幽靈II戰鬥機（1968年～1975年）
- F-5自由鬥士戰鬥機（1962年～1995年）
- F-5E/F虎Ⅱ式戰鬥機（1974年～1995年）
- F-CK-1經國號戰鬥機（2000年～）

### 政府機關
臺南機場駐有內政部空中勤務總隊第三大隊第一中隊 ，主要負責區域為臺南市、嘉義縣、嘉義市的陸、海、空之救災、救難、救護、觀測偵巡、運輸等任務。目前使用的直昇機機型為AS365海豚直升機以及UH-60M黑鷹直升機。

## 場站設施

### 航空管制
臺南機場範圍內航機均由中華民國空軍人員負責管制及頒發許可，未另行配置民航管制單位。管制席位及無線電頻率請參見臺北飛航情報區無線電頻率與呼號，或條目內的電子式飛航指南。航機進入或離開機場空域前後由位於高雄機場內的高雄近場管制塔臺進行終端管制。另外交通部民用航空局在西港區設置的臺南西港機房都卜勒多向導航台提供航機VOR、DME、NDB等自動化飛航資訊服務。

### 航廈設計現況
- 總面積 13,900㎡
- 跑道長度 現有跑道兩條，均為3,050公尺，寬45公尺
- 停機坪 新建民航停機坪已於民國88年12月8日開放，可停放B757-200等中型機3個機位，及ATR72-600型小型機2個機位，並改善照明設施，增加地勤作業空間
- 目前尚無空橋，仍以機場內部接駁車接送
- 停車場共有兩處： 
  - 甲、地下一層附設汽車停車場，可容納約114輛小客車，每日開放時間為7時至末班機旅客出站後15分鐘。
  - 乙、路邊機車停車場是由臺南市政府於機場出入口前方劃設兩處，可容納200輛。
- 助航設施目前有目視滑降燈、進場燈、末端燈、閃光燈、跑道燈、邊燈、氣象自動測報系統。
- 新航廈啟用日期：2002年12月1日
- 其他設施：
  - 班機到、離站動態顯示系統。
  - 登機門顯示系統。
  - 電腦自動廣播系統。
  - 3,000加侖消防車3輛。
  - 航機搶救器材。
  - 氣象資訊系統及飛航資訊轉報系統等軟硬體設備。

## 圖片集

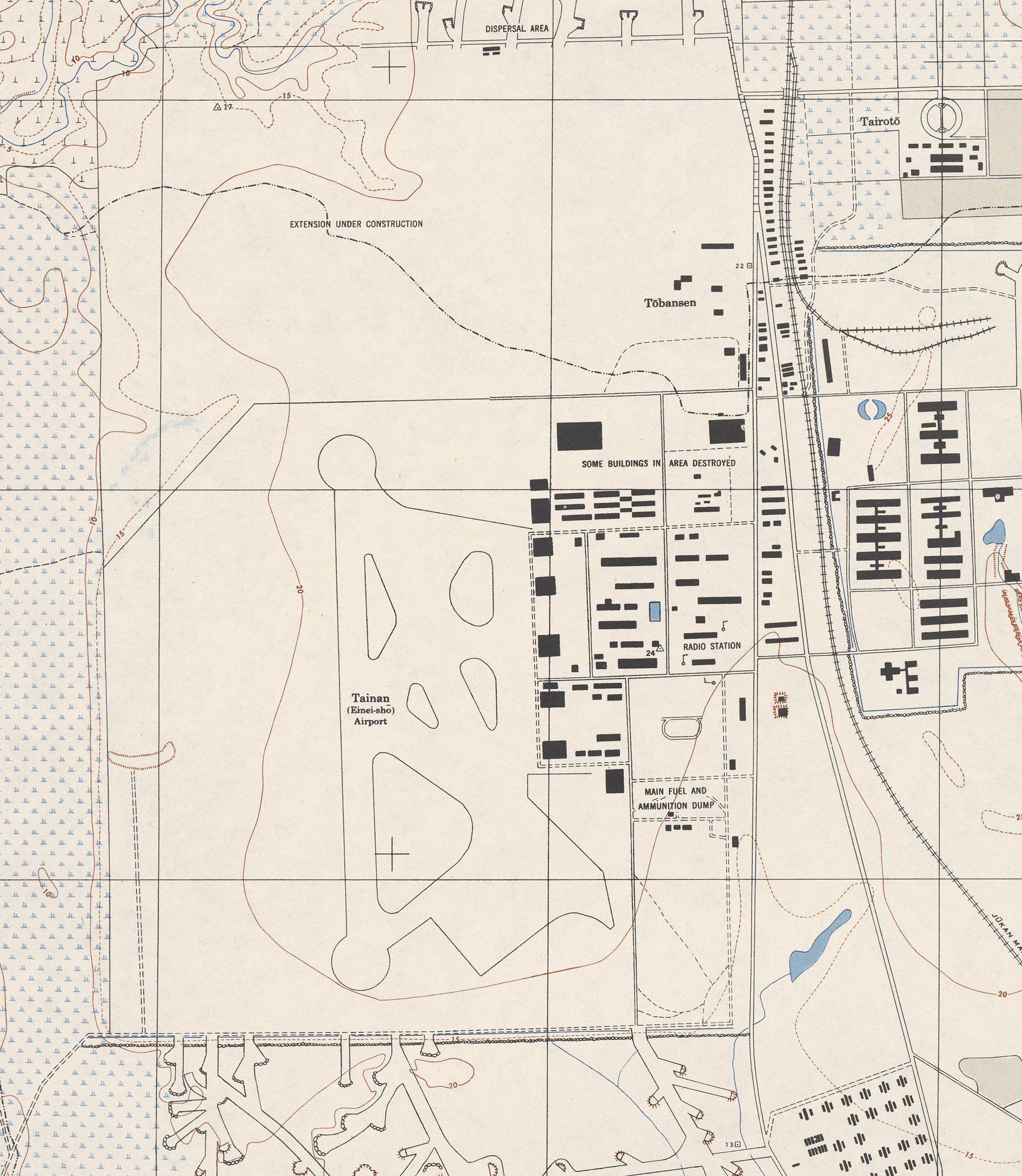
二次大戰期間美軍地圖上的臺南機場
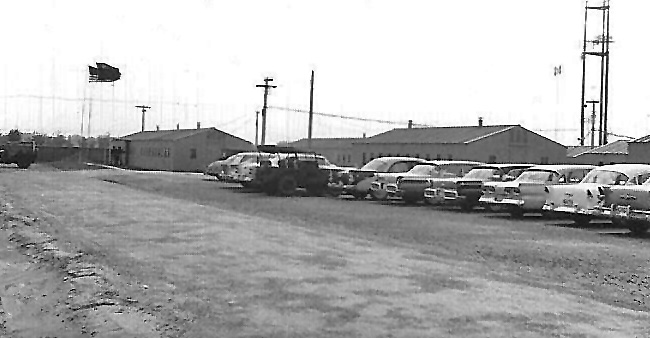
1958年，台南空軍基地內的美國空軍第6214空軍基地大隊（6214th Air Base Group）及868戰術導彈中隊（868th Tactical Missile Squadron）總部，前方飄揚著中華民國和美國國旗
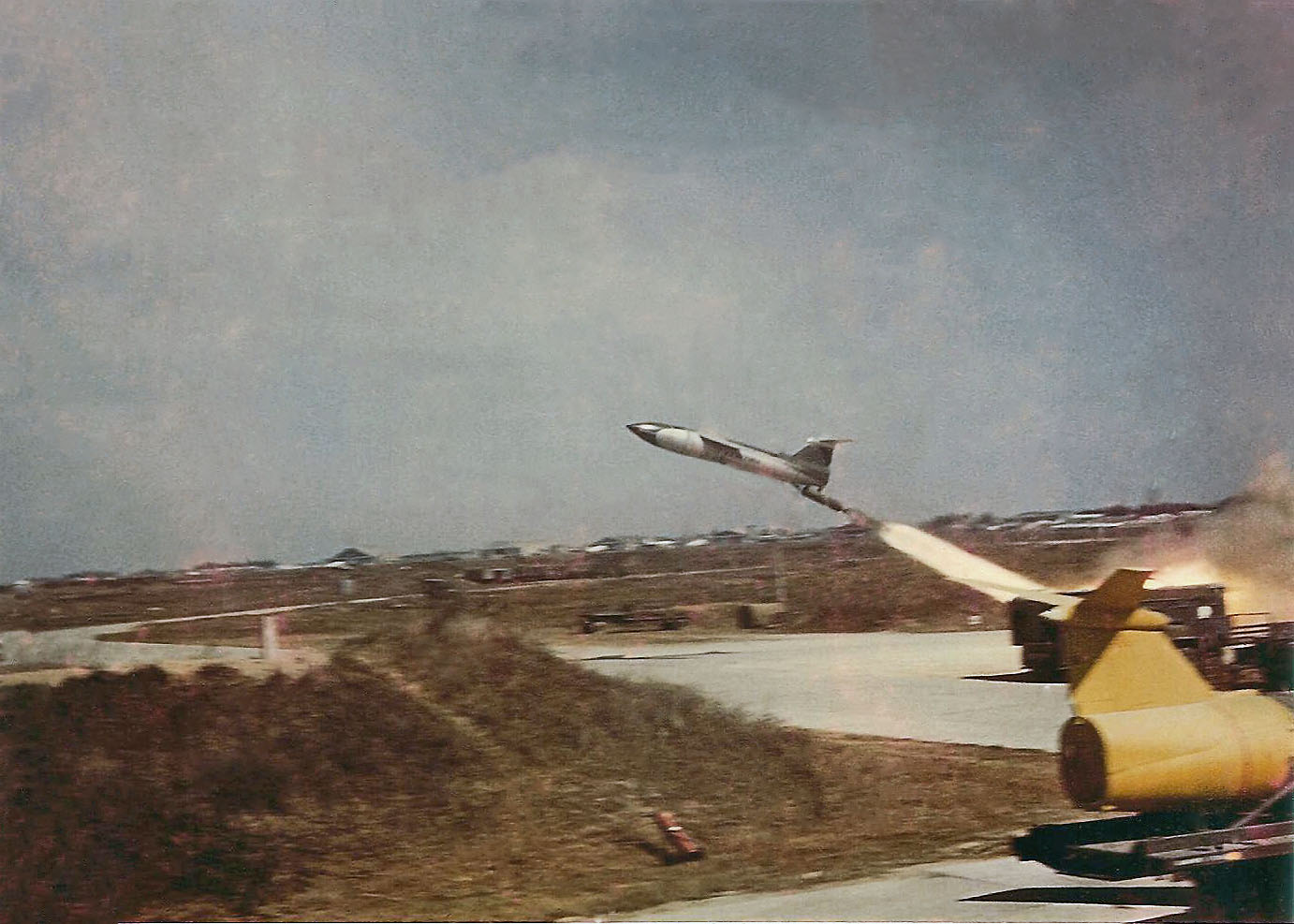
1959年，美國空軍第868戰術導彈中隊（868th Tactical Missile Squadron）於台南空軍基地朝台灣海峽試射TM-61C屠牛士地對地巡弋飛彈，隨後由一架美國空軍F-100超級軍刀機作為觀測機，追逐該枚飛彈
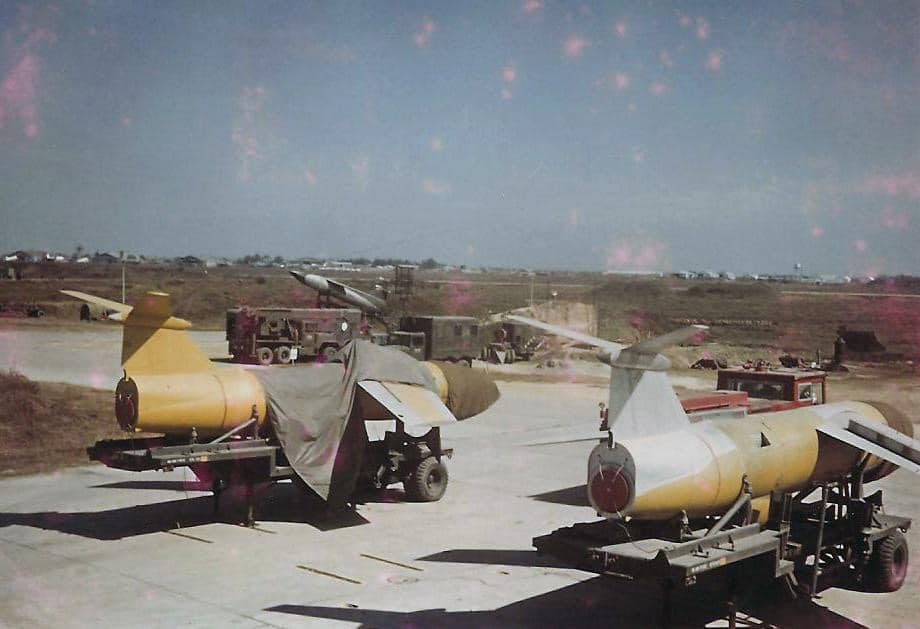
1959年，台南空軍基地內搭載核彈頭的美軍TM-61C屠牛士飛彈
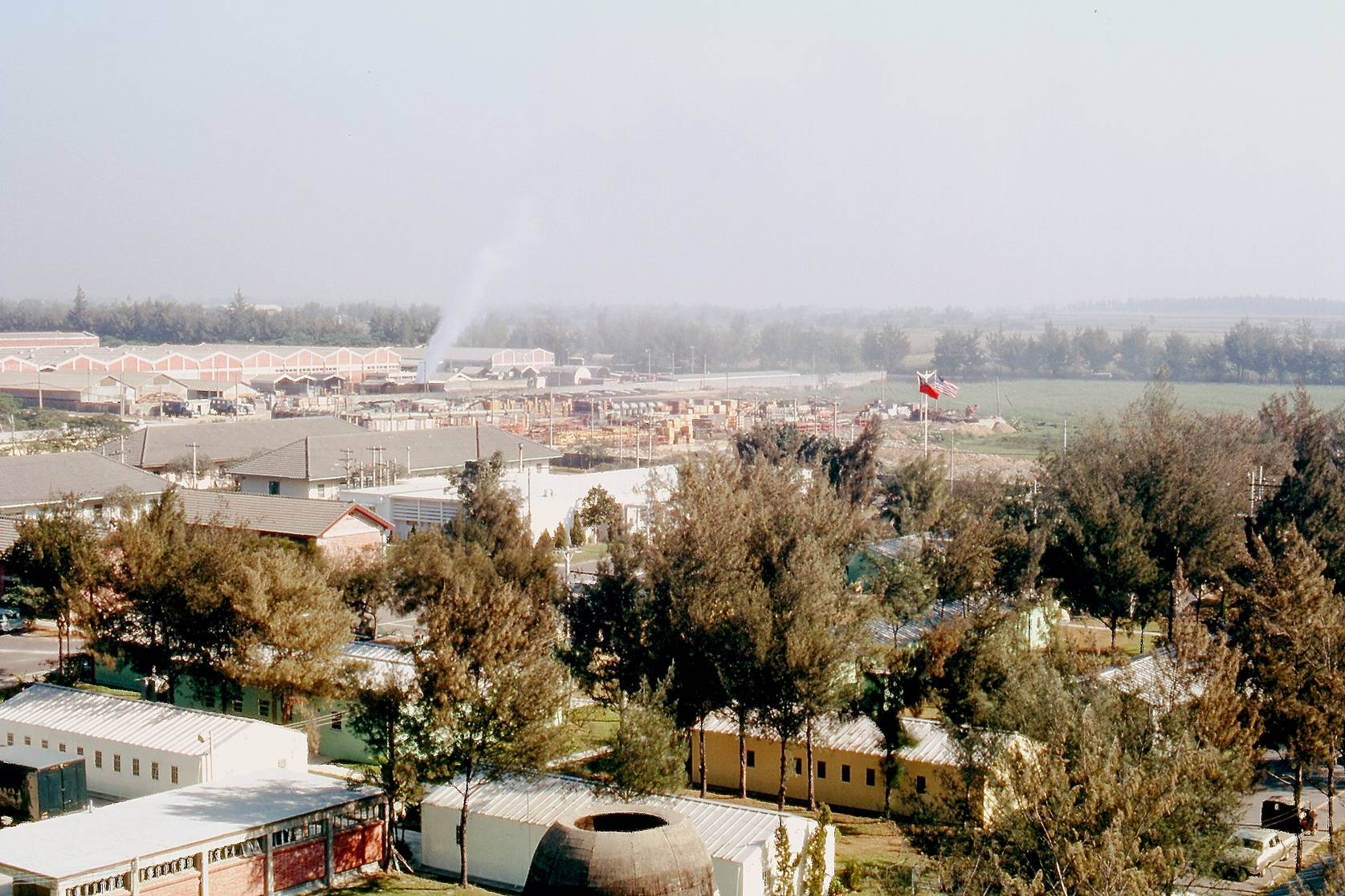
1969年的台南空軍基地
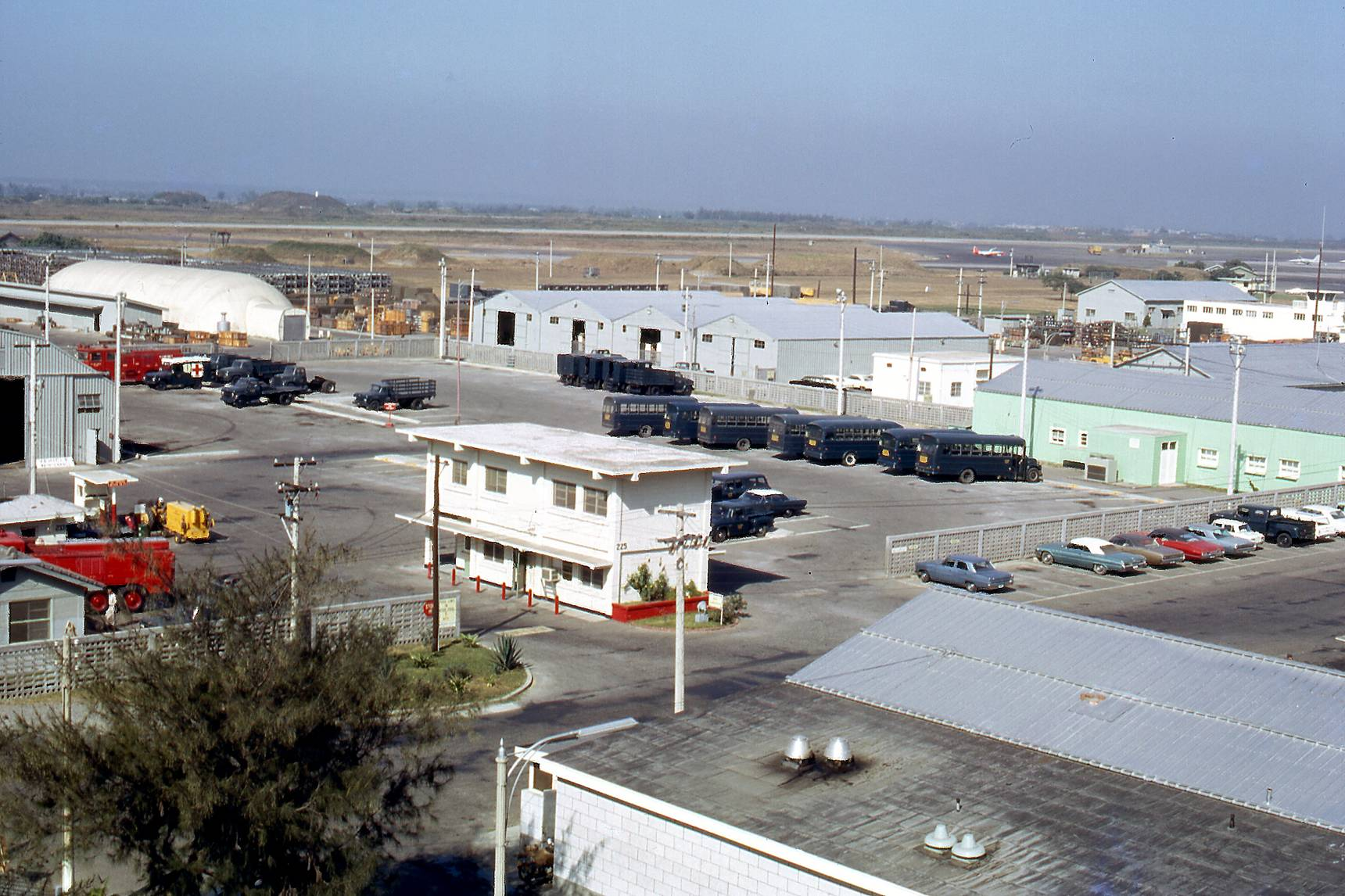
1969年，台南空軍基地的消防設施，遠方為滑行道及機坪
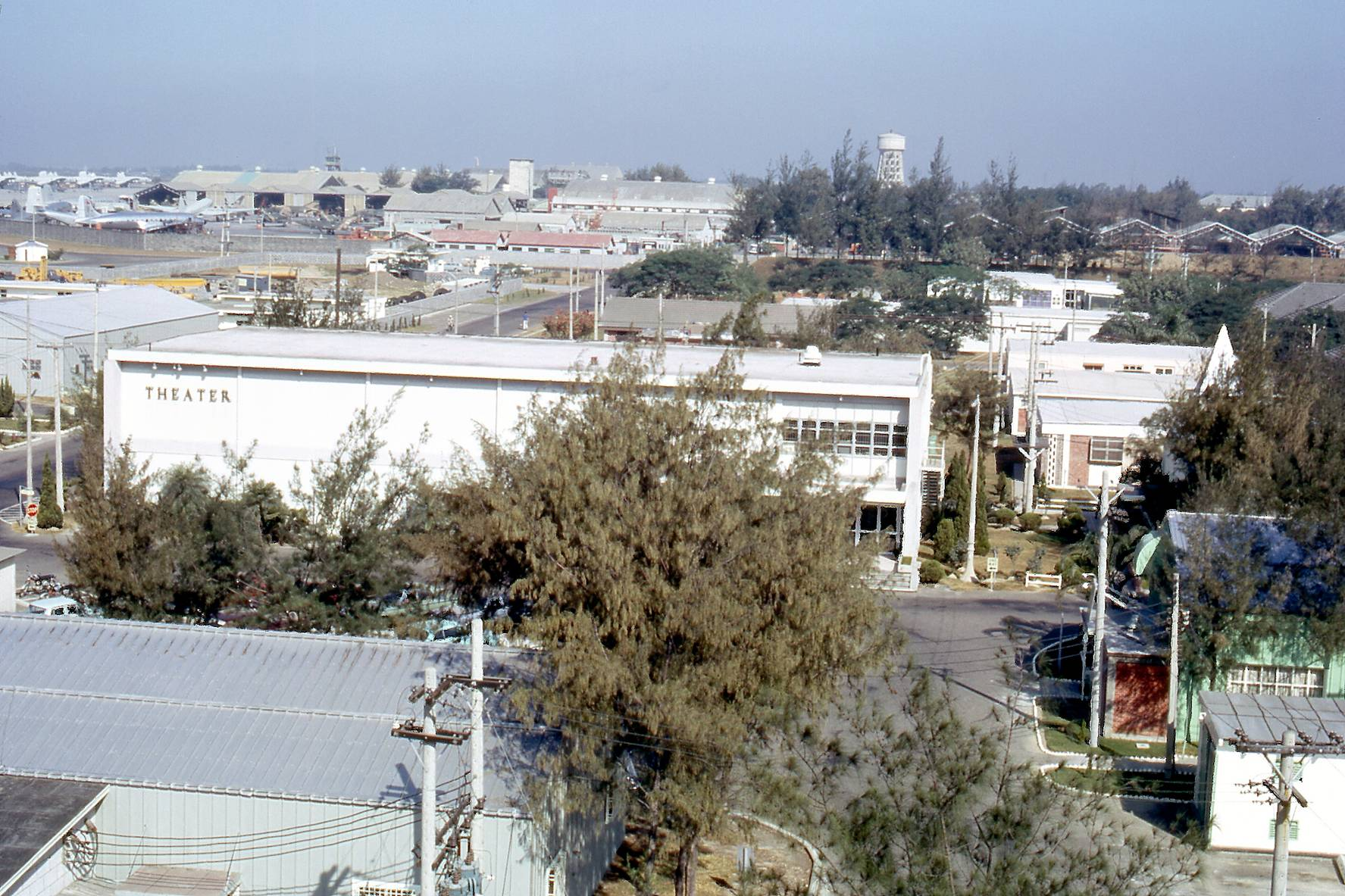
1969年，台南空軍基地的電影院，遠方為基地的維修棚廠（亞洲航空）
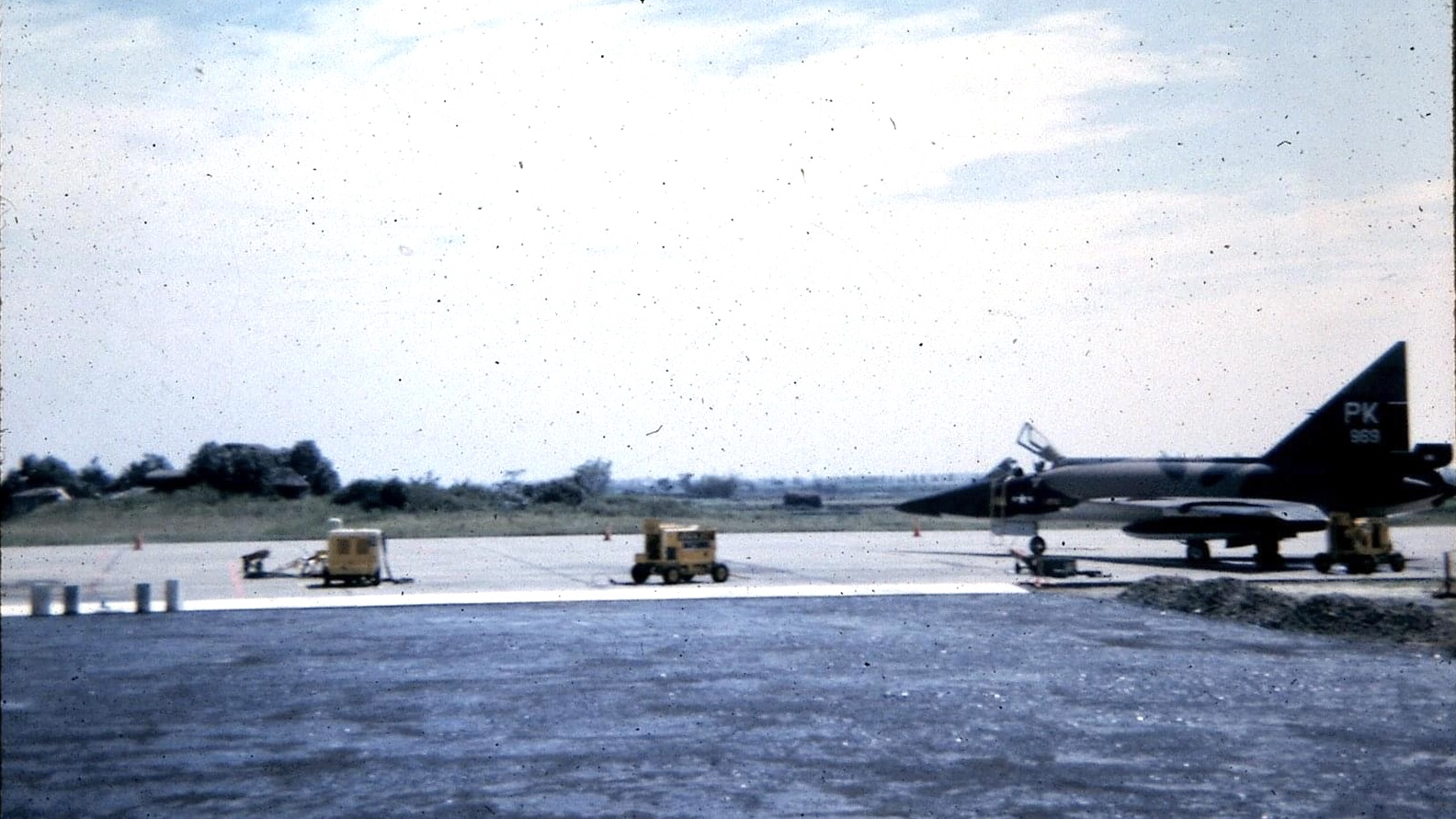
1969年，美國空軍第509戰鬥攔截機中隊一架編號56-0968的F-102A三角劍戰鬥機準備從台南空軍基地起飛
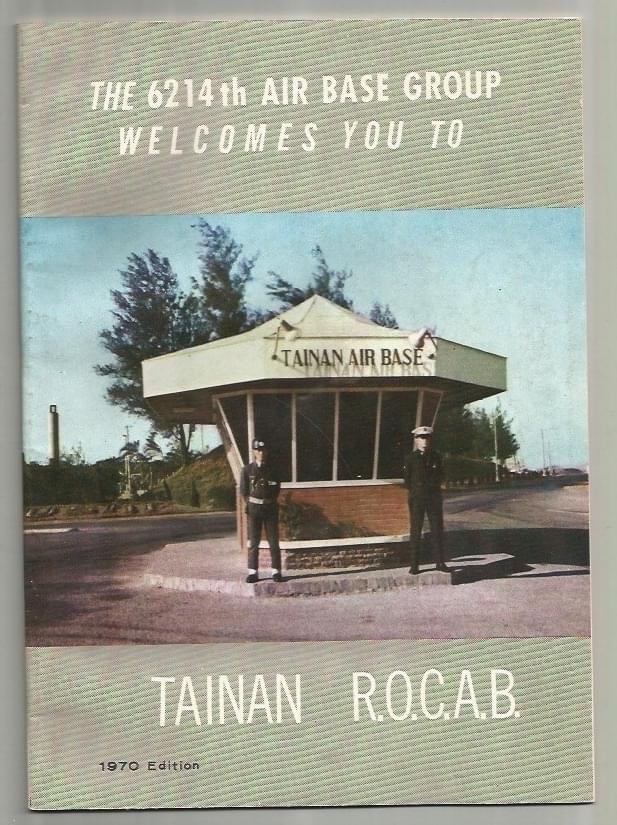
1970年，台南空軍基地的簡介手冊
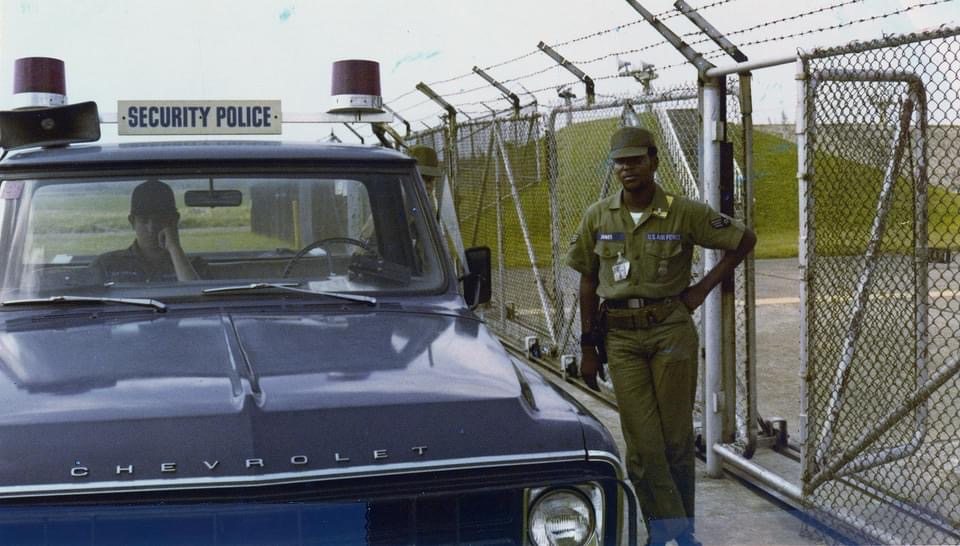
1972年，台南空軍基地內美國空軍第6214保安憲兵中隊（6214th Security Police Squadron）的巡邏車
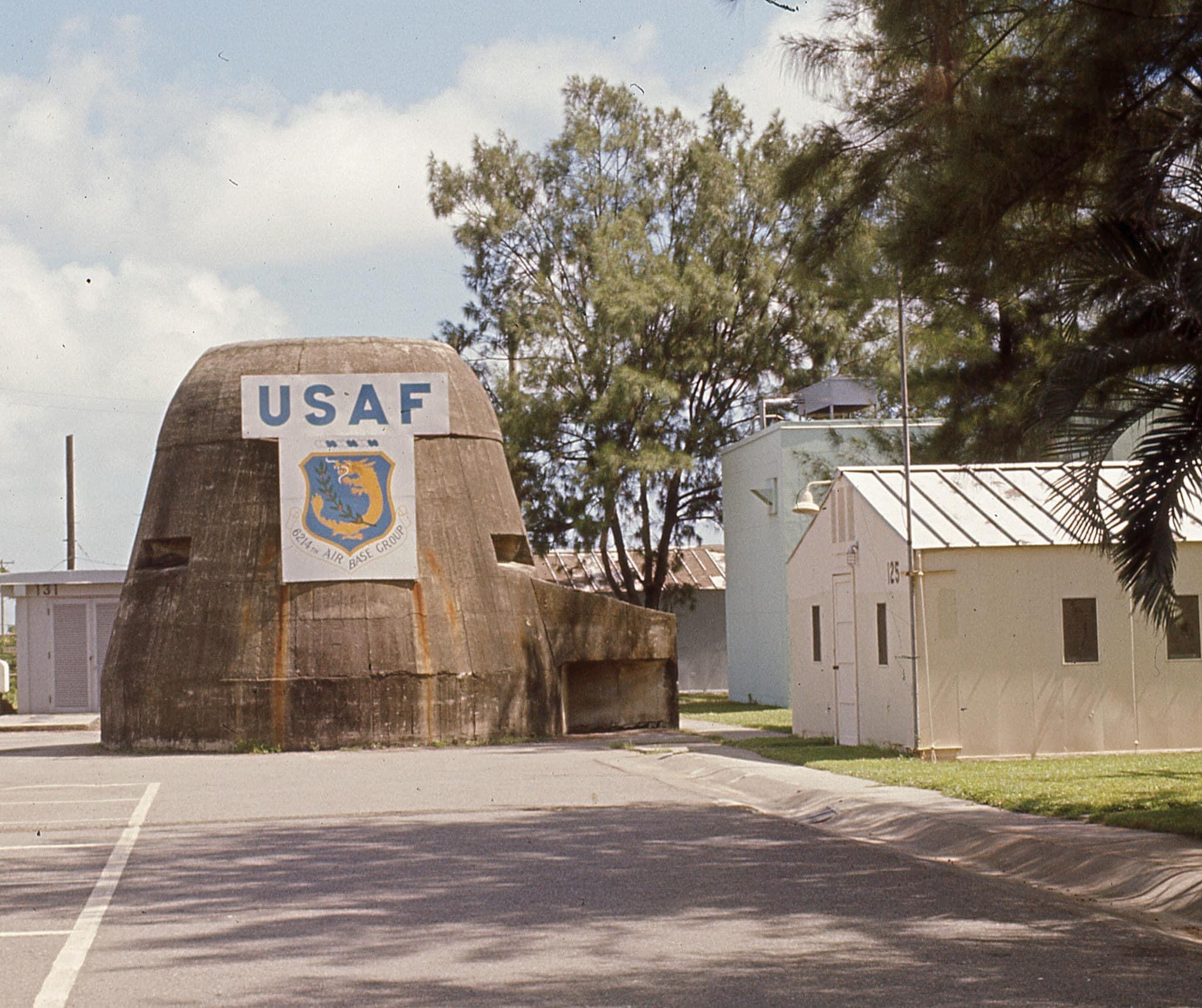
台南空軍基地內，標有USAF美國空軍字樣的招牌及第6214空軍基地大隊（6214th Air Base Group）隊徽，攝於1974年10月30日
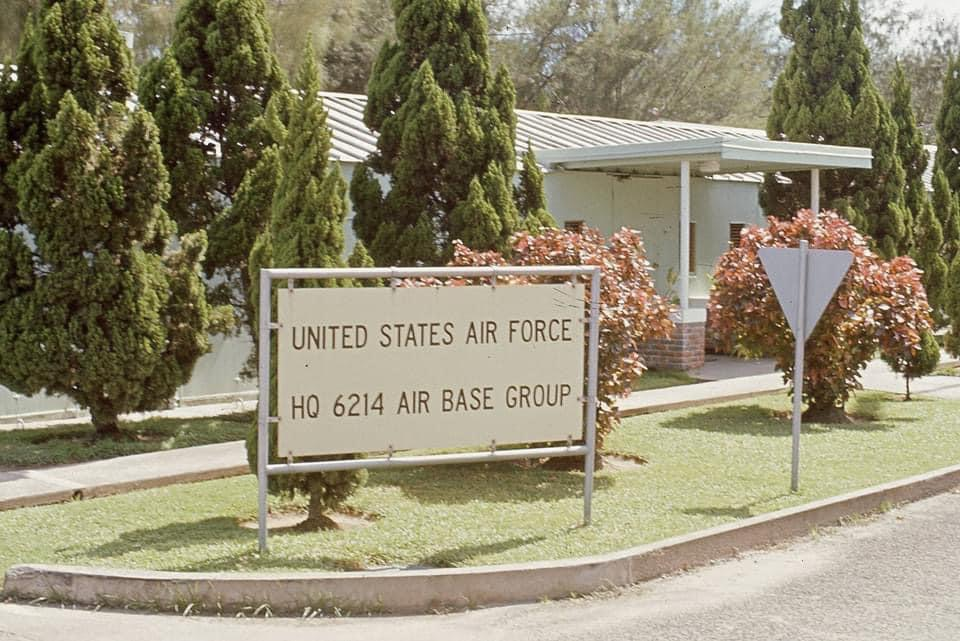
台南空軍基地內的美國空軍第6214空軍基地大隊總部，攝於1974年10月30日
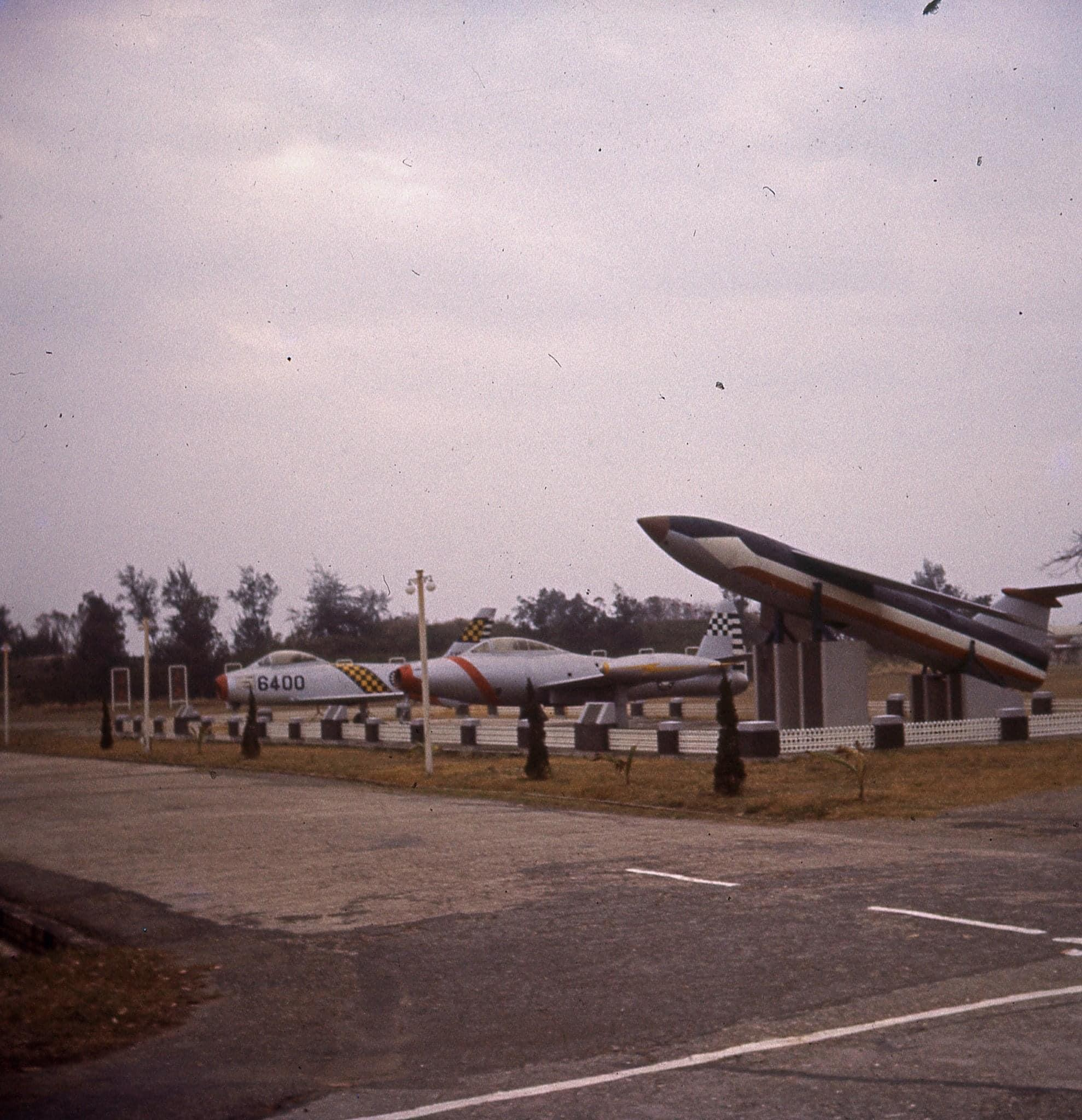
台南空軍基地門口擺放已除役的MGM-1屠牛士飛彈及F-86軍刀戰鬥機、F-84雷霆戰鬥機，攝於1974年12月1日
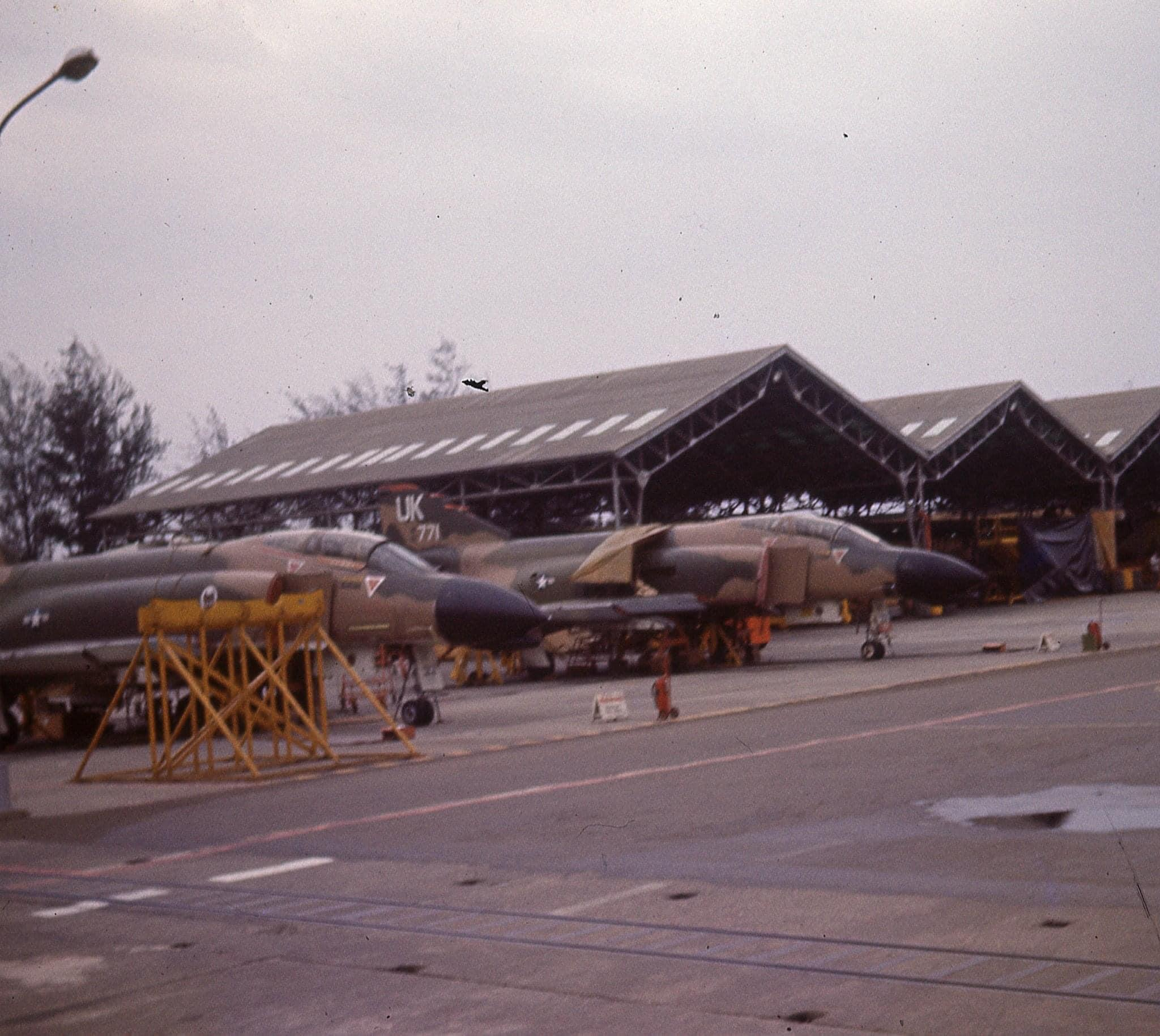
美國空軍的F-4幽靈II戰鬥機停放於台南空軍基地內的維修棚廠，攝於1974年12月1日
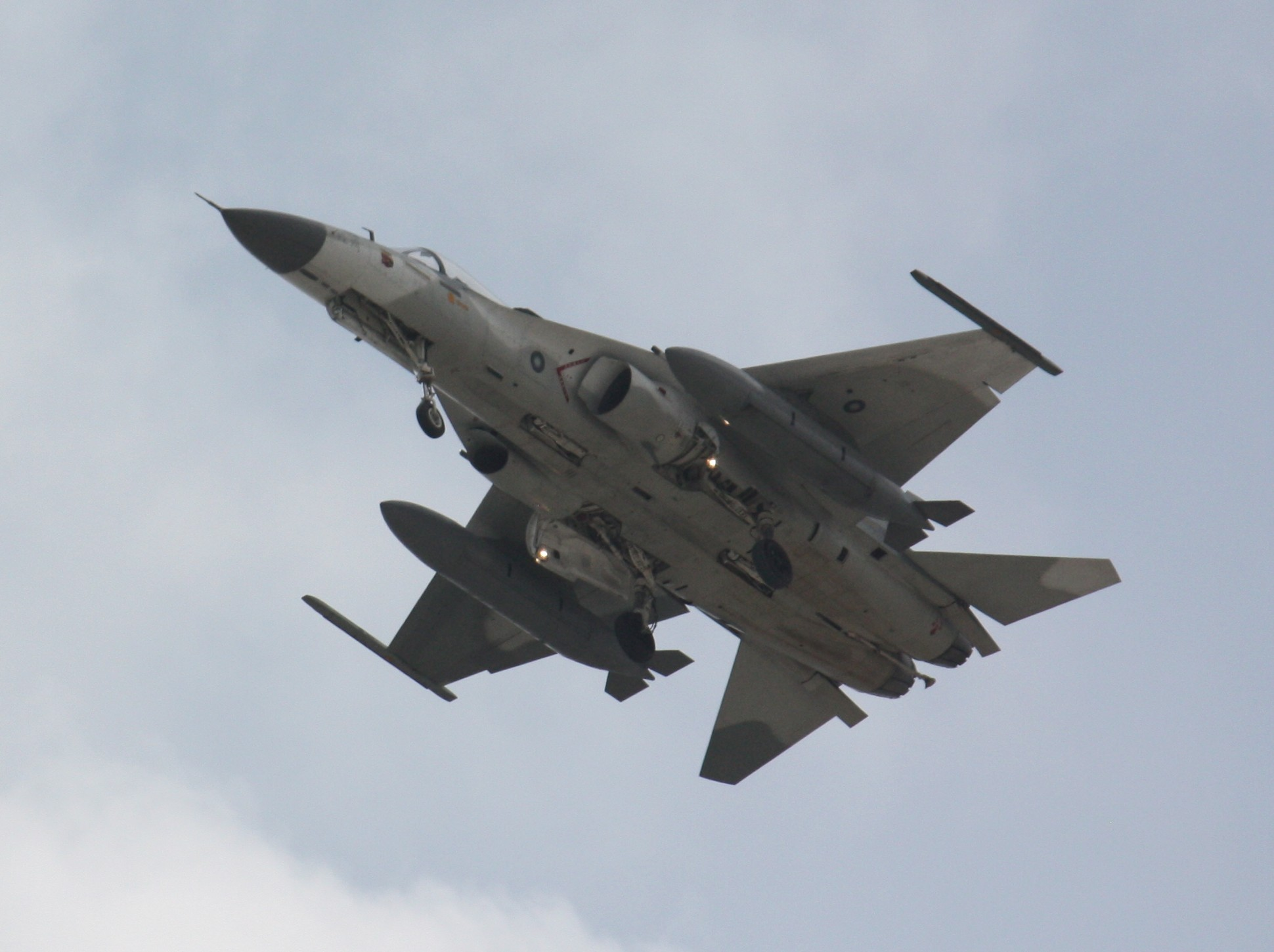
空軍第443戰術戰鬥機聯隊，F-CK-1經國號戰鬥機準備於台南空軍基地降落
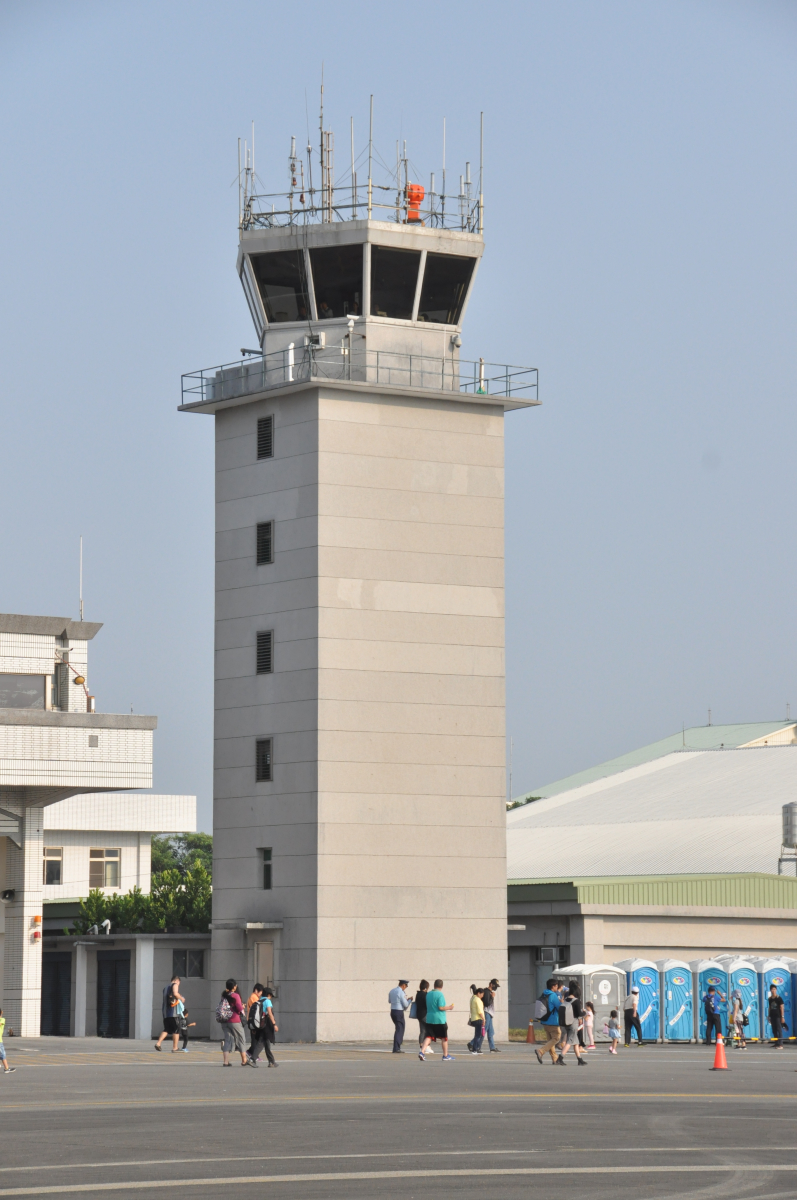
臺南機場塔台
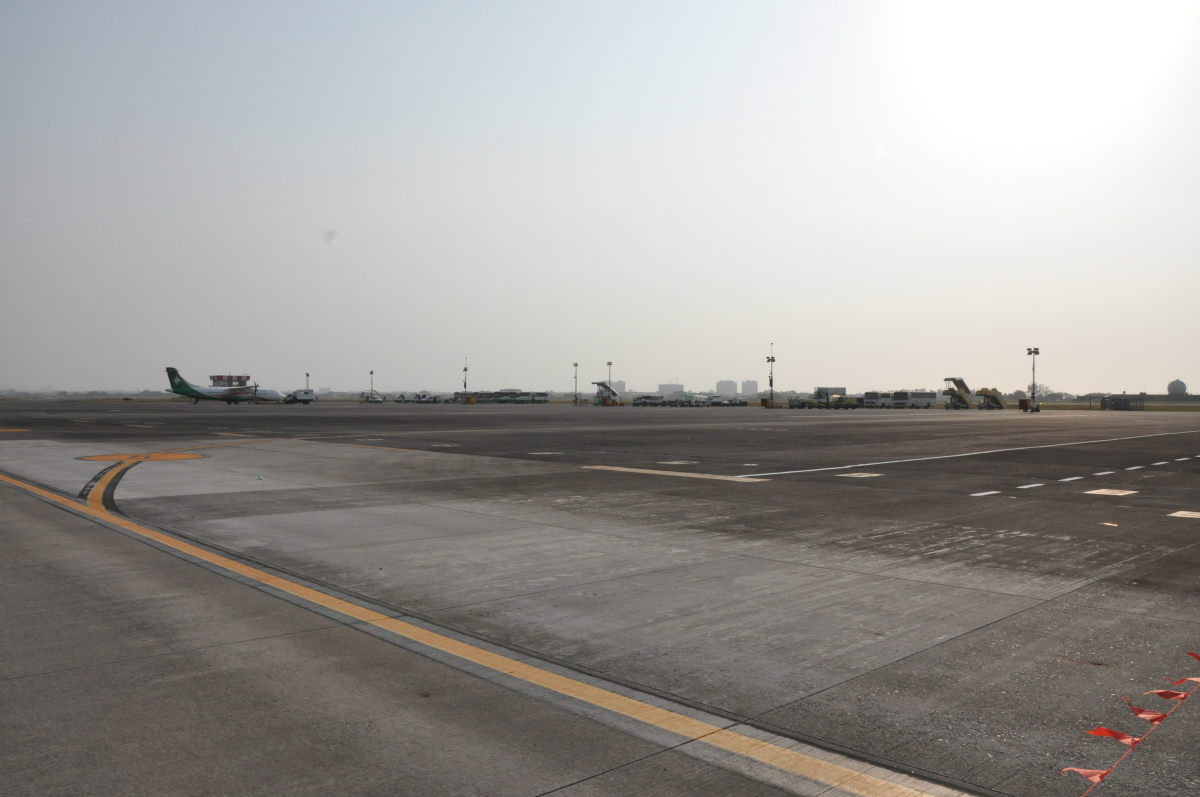
臺南機場民航機坪及空側作業區
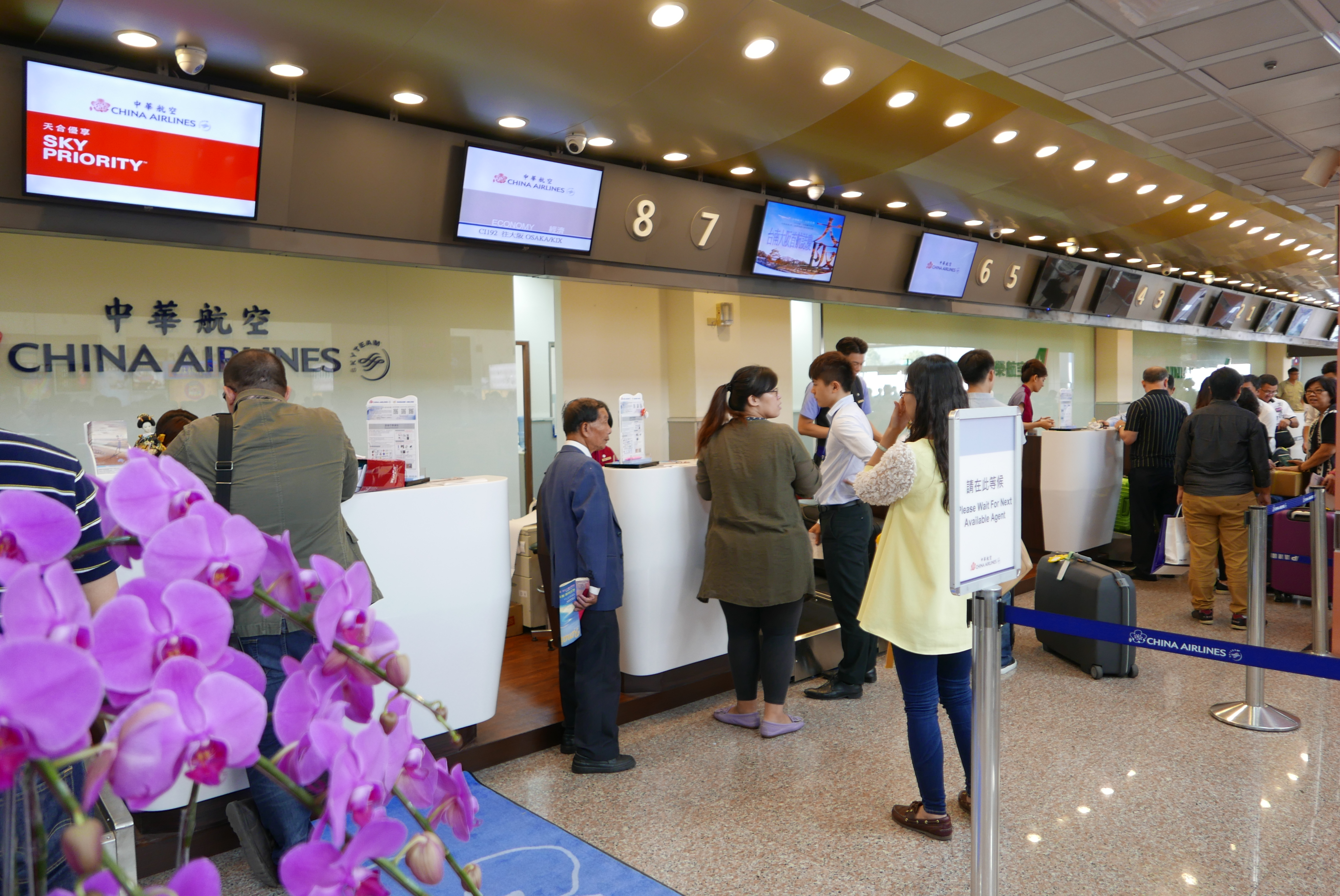
臺南機場航空公司報到櫃檯
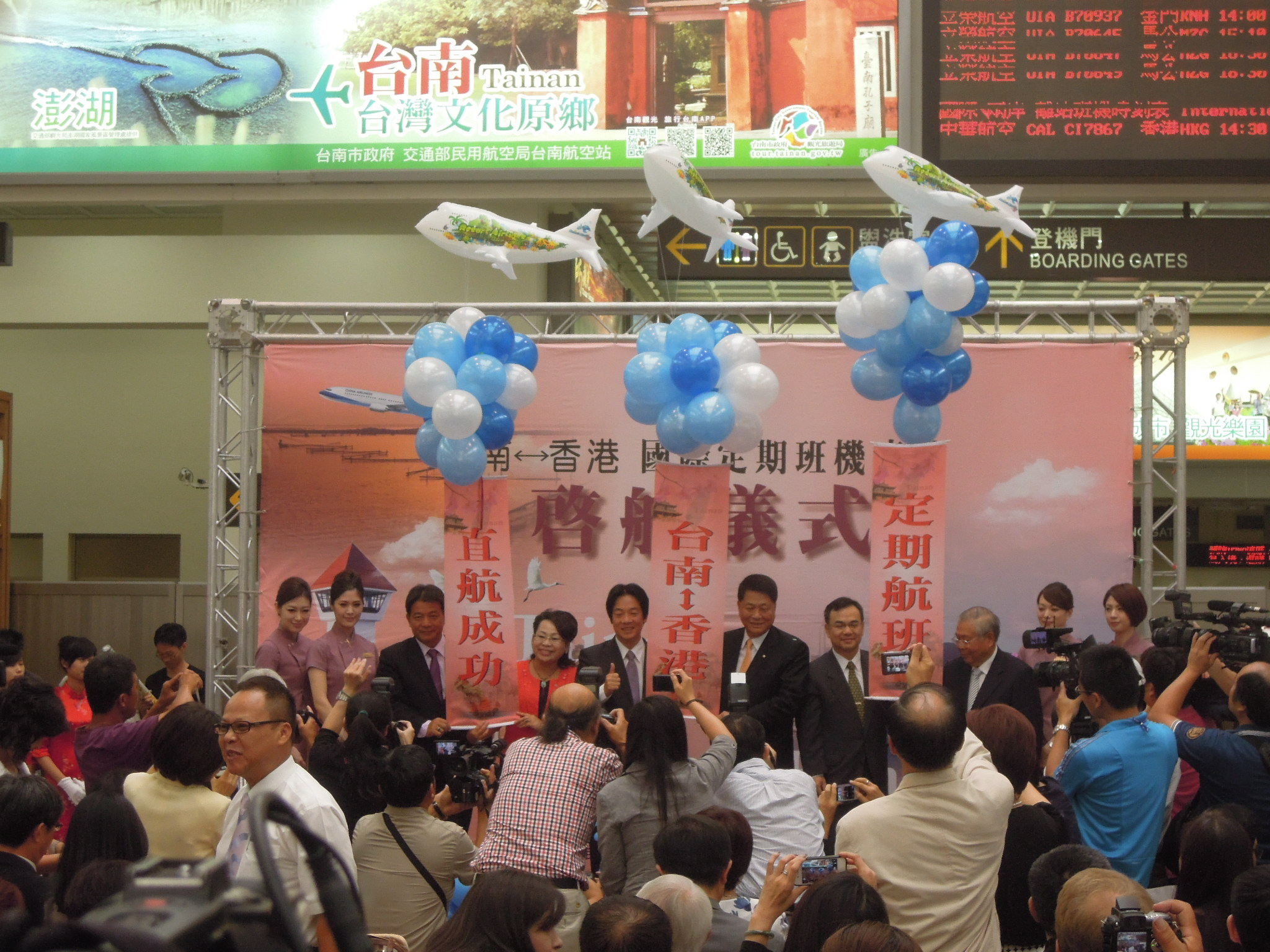
臺南─香港首航儀式（2013年7月18日）

## 航空公司與航點

### 國內航線
| 航空公司 | 目的地 | 班次     | 執飛航機  |
| -------- | ------ | -------- | --------- |
| 立榮航空 | 澎湖   | 每週21班 | ATR72-600 |
| 立榮航空 | 金門   | 每週21班 | ATR72-600 |

### 國際航線
新冠疫情前，台南機場有香港、大阪及胡志明市等定期航班，新冠疫情結束後皆未再復航。僅有少數架次包機起降。
| 航空公司 | 目的地城市 | 目的地機場 | 班次 | 執飛航機 |
| -------- | ---------- | ---------- | ---- | -------- |
| （無）   |            |            |      |          |

### 歷史航點(定期航線)

#### 1949年前
- 日本航空輸送（日语：日本航空輸送）
  - 島內線西線（臺北－臺中－臺南）：1937年6月臺南飛行場啟用後，島內線終點從屏東改到臺南[5]。
  - 臺南－馬公航線（1937年9月21日開始[5]）
- 中國航空[33]
  - 港汕臺南廈線（香港－汕頭－臺南－廈門，910公里）
- 中央航空[33]
  - 廈港廈臺南線（廈門－香港－廈門－臺南，739公里）
  - 廈汕港穗廈臺南線（廈門－汕頭－香港－廣州－廈門－臺南，1416公里）
  - 廈穗港汕廈臺南線（廈門－廣州－香港－汕頭－廈門－臺南，1416公里）

#### 1949年後
| 臺南機場曾經飛航的航空公司與航點 | 臺南機場曾經飛航的航空公司與航點 | 臺南機場曾經飛航的航空公司與航點 | 臺南機場曾經飛航的航空公司與航點 | 臺南機場曾經飛航的航空公司與航點 |
| -------------------------------- | -------------------------------- | -------------------------------- | -------------------------------- | -------------------------------- |
| 航空公司                         | 國別與都市                       | 機場                             | 附註                             |                                  |
| 國內線                           |                                  |                                  |                                  |                                  |
| 中華航空                         | 中華民國 臺北                    | 臺北松山機場                     | 客運                             |                                  |
| 華信航空                         | 中華民國 臺北                    | 臺北松山機場                     | 客運                             |                                  |
| 遠東航空                         | 中華民國 臺北                    | 臺北松山機場                     | 客運                             |                                  |
| 立榮航空                         | 中華民國 臺北                    | 臺北松山機場                     | 客運                             |                                  |
| 復興航空                         | 中華民國 臺北                    | 臺北松山機場                     | 客運                             |                                  |
| 復興航空                         | 中華民國 花蓮                    | 花蓮機場                         | 客運                             |                                  |
| 復興航空                         | 中華民國 臺東                    | 臺東機場                         | 客運                             |                                  |
| 東北亞(日本)                     |                                  |                                  |                                  |                                  |
| 中華航空                         | 日本 大阪                        | 大阪關西國際機場                 | 客運 日本航空聯營                |                                  |
| 兩岸三地(中國大陸、香港)         |                                  |                                  |                                  |                                  |
| 中華航空                         | 香港                             | 香港國際機場                     | 客運                             |                                  |
| 中國東方航空                     | 中国大陆 武漢                    | 武漢天河國際機場                 | 客運                             |                                  |
| 東南亞(越南)                     |                                  |                                  |                                  |                                  |
| 越捷航空                         | 越南 胡志明                      | 胡志明新山一國際機場             | 客運                             |                                  |

## 交通

### 鐵路
- 臺灣鐵路公司縱貫線經過機場東側。轉乘計程車，10分鐘內可至最近的保安車站。
  - 曾設有空軍支線自南臺南車站連通至空軍基地內。[34]
- 高鐵快捷公車經過機場並設站，15分鐘可至高鐵臺南站。亦可以至臺鐵保安車站轉乘沙崙線鐵路到達。

### 公車
- 可乘紅3線往關廟轉運站方向到保安車站或高鐵臺南站，往臺南轉運站方向可到臺南車站。
- 5路自大甲里發車班次往桂田酒店方向也有行經機場到臺南車站。

| 大台南公車（站名：臺南航空站（奇美幸福工廠）） |          |            |                        |            |        |                                        |
| 路線                                           | 經營業者 | 起站       | 經由                   | 迄站       | 延駛   | 備註                                   |
| 5                                              | 府城客運 | 和順轉運站 | 桂田酒店、臺南火車站   | 市立醫院   | 大甲里 |                                        |
| 紅3                                            | 興南客運 | 臺南轉運站 | 臺南航空站、高鐵台南站 | 關廟轉運站 |        | - 部分班次繞駛文賢德成路口、長榮大學。 |

| 台灣好行（站名：臺南航空站（奇美幸福工廠）） |          |                  |                                      |                |      |                                                                 |
| 路線                                         | 經營業者 | 起站             | 經由                                 | 迄站           | 延駛 | 備註                                                            |
| 111                                          | 漢程客運 | 小西門（西門路） | 臺南轉運站、香格里拉飯店、巴克禮公園 | 高雄國際航空站 |      | - 部分班次繞駛中華東路、平實三街口。 - 台灣好行臺南小港機場線。 |

| 高鐵快捷公車（站名：臺南航空站（奇美幸福工廠）） |          |                        |                        |            |      |      |
| 路線                                             | 經營業者 | 起站                   | 經由                   | 迄站       | 延駛 | 備註 |
| H31                                              | 漢程客運 | 永華市政中心（府前路） | 臺南航空站、奇美博物館 | 高鐵台南站 |      |      |

| 高雄市公車（站名：臺南航空站（奇美幸福工廠）） |          |            |                        |            |                                       |                                                     |
| 路線                                           | 經營業者 | 起站       | 經由                   | 迄站       | 延駛                                  | 備註                                                |
| 239                                            | 高雄客運 | 茄萣站     | 湖內、奇美博物館       | 台南火車站 |                                       |                                                     |
| 8042                                           | 高雄客運 | 實踐大學   | 旗山北站、阿蓮分駐所   | 高鐵臺南站 | 奇美博物館、臺南航空站 （例假日延駛） |                                                     |
| 8046A 8046B                                    | 高雄客運 | 高鐵左營站 | 岡山、路竹、大湖火車站 | 台南火車站 |                                       | - A線繞駛文藻外語大學。 - B線部分班次繞駛樹人醫專。 |

### 計程車
航站外即有排班計程車，另外亦有臺南市政府觀光旅遊局培訓之臺南市觀光計程車。

### 共享機車
GoShare 於航站外之機場路劃設兩區塊之自助借還區域。

### 聯外道路
- 大同路三段
- 臺南交流道
- 仁德系統交流道，由臺86線往東可接中山高速公路

## 年表

### 航站設施更新與擴建
- 1956年
  - 台南西港機房都卜勒多向導航台啟用，主要負責維護W4 、W6及A577航路的特高頻多向導航臺／太康儀(VOR/TACAN)及歸航臺(NDB)導航信號
- 1983年
  - 儀降臺啟用，提供東側跑道南面進場（36R跑道）精度更高的儀器降落系統(ILS)及南北雙向之進場燈光系統(MALSR)維護
- 1999年
  - 12月8日：新建五個離站無空橋停機坪啟用。為可停D類中型客機（A321級，乘客200-250人）停機位3個，及C類小型客機（ATR 72級，乘客200人以下）停機位2個，並改善照明設施、停機位編號指示牌，增設地勤作業空間
- 2002年
  - 12月1日：新建航站（含地下停車場）及候機室（面積3900平方公尺）啟用
- 2005年
  - 由中華電信建置收費之無線上網服務
- 2010年
  - 5月：東側跑道(18L／36R)經過1年工期的翻修工程後啟用，成為民航專用跑道
- 2011年
  - 4月22日：提供旅客免費無線上網服務（速率：下行：3M／上行：384K），並於同年10月7日起更換為中央機關公共區域免費上網的iTaiwan WiFi無線網路（速率與前述相同），並於外候機室提供電腦設備(ePC)供旅客上網
- 2012年
  - 5月7日：新設立的第1條行李轉盤啟用
- 2014年
  - 3月11日：國際線出入境分流工程完工，增設第2條行李轉盤啟用[36]。並同步升格為國際航班備降機場
  - 8月4日：整合目前國際線分為兩處的報到及行李托運櫃台為10個標準國際線報到櫃台且預留空間作為擴增櫃台使用，另設立5個國內線報到櫃臺，並於航站大廳中央增設1個聯合服務櫃台。另外也將把現有貨運站南移，作為國內線預備動線
- 2015年
  - 2月16日：國際線報到櫃台增改建工程完工啟用
  - 3月18日：聯合貴賓室啟用
  - 7月21日：國際貨運啟運，首批貨物運送至香港
  - 10月15日：18L（北面）跑道ILS/DME降落系統啟用
  - 11月11日：貨運站整修工程完工啟用
- 2016年
  - 5月1日：旅客購物自動退稅服務櫃檯啟用
  - 7月1日：管制區內之免稅商店啟用

### 定期與不定期航班
- 2011年
  - 9月8日：立榮航空前往中國福建省廈門包機離站（共4架次） [37]
  - 9月17日：長榮航空前往日本石川縣小松包機離站
  - 11月27日：立榮航空前往中國江蘇省鹽城包機離站
- 2012年
  - 5月6日、8日：長榮航空前往日本石川縣小松包機離站（共4架次）
- 2013年
  - 2月12日：復興航空前往日本沖繩縣那霸包機離站
  - 4月27日：義大利歌手安德烈·波伽利專機到站 [38]
  - 5月29日：中國東方航空由中國湖北省武漢起飛之B737-800定期包機[39]到站[40]，為首家開航臺南機場之中國籍航空公司
  - 6月14日：廈門航空飛航中國福建省廈門宗教包機到站
  - 7月18日：中華航空開辦臺南－香港定期航線，使用B737-800型飛機，每週3班[41]
  - 12月28日：中華航空之臺南－香港定期航線增班至每週飛航5班
- 2014年
  - 3月31日：中華航空之臺南－香港航線調整由旗下華信航空的Embraer-190機型運載，並增班至每日飛航1班
  - 8月1日：中國東方航空之臺南－武漢航線調整為定期航線，維持每週飛行2班
- 2015年
  - 10月28日起中華航空開航臺南－大阪／關西每週2班（每週三、六），機型為B737-800[42]
  - 11月13日：中華航空往日本鳥取縣鳥取沙丘柯南機場包機離站，17日由日本鳥取機場出發包機到站
- 2016年
  - 2月5日：越捷航空由越南胡志明市新山一國際機場起飛的春節包機到站，14日往越南新山一國際機場之包機離站[43]
  - 4月2日：中國東方航空之臺南－武漢航線暫停營運[44]
  - 6月16日：中華航空之臺南－香港航線調整由B737-800型飛機執飛，維持每週7班
  - 6月22日：越捷航空由越南胡志明市新山一國際機場起飛的定期航班啟航，每週飛航4班
  - 11月11日：中華航空執飛由韓國首爾出發之舊金山交響樂團146人包機到站[45]
  - 11月22日：中華航空之臺南－香港航線為因應香港新航管制度上路，由11月22日至12月21日間調整為每週5班
- 2017年
  - 1月1日：越捷航空之臺南－胡志明市增至每日1班
  - 2月23日：日本航空開始與中華航空聯營臺南－大阪／關西線，由中華航空主飛
- 2019年
  - 4月27日：越竹航空開辦臺南－越南河內市內排國際機場之包機業務[46]
- 2020年
  - 2月9日：因COVID-19疫情，中華航空往來香港航線暫停飛航
  - 2月18日：因COVID-19疫情。中華航空與日本航空聯營之往來關西機場航線暫停飛航
  - 3月19日：因COVID-19疫情，越捷航空往來新山一國際機場航線暫停飛航
  - 12月19日：星宇航空2架次（機型：空中巴士A321-252NX）由桃園國際機場起飛繞行宮古島及澎湖之微旅行 2.0包機到離站
- 2023年
  - 1月11日：越捷航空之臺南－胡志明市航線復飛，每週3班[47]。

### 旅運量統計
| 年別 | 航機起降數（架次） | 旅客數（人次） | 國內線旅客數（人次） | 國際線旅客數（人次） | 旅客數年增減率（%） | 貨運量(公噸) | 貨運量年增減率（%） |
| ---- | ------------------ | -------------- | -------------------- | -------------------- | ------------------- | ------------ | ------------------- |
| 1996 | 26,047             | 2,356,349      | 2,356,349            |                      |                     | 670.2        |                     |
| 1997 | 26,790             | 2,496,419      | 2,496,419            |                      | 5.94%               | 730.4        | 2.85%               |
| 1998 | 25,781             | 2,330,984      | 2,330,984            |                      | -6.63%              | 1145.2       | -3.77%              |
| 1999 | 26,332             | 2,256,592      | 2,256,592            |                      | -3.19%              | 992          | 2.14%               |
| 2000 | 25,264             | 1,852,867      | 1,852,867            |                      | -17.89%             | 1,198        | 20.77%              |
| 2001 | 22,274             | 1,645,760      | 1,645,760            |                      | -11.18%             | 1,198.0      | 0%                  |
| 2002 | 20,822             | 1,476,983      | 1,476,983            |                      | -10.26%             | 1,206.9      | 0.74%               |
| 2003 | 15,932             | 1,307,416      | 1,307,416            |                      | -11.48%             | 1,320        | 9.37%               |
| 2004 | 15,508             | 1,419,174      | 1,419,174            |                      | 8.55%               | 1,784.4      | 35.18%              |
| 2005 | 14,870             | 1,334,042      | 1,334,042            |                      | -6%                 | 1,776.5      | -0.44%              |
| 2006 | 14,114             | 1,230,683      | 1,230,683            |                      | -7.75%              | 1,939.1      | 9.15%               |
| 2007 | 12,220             | 686,963        | 686,963              |                      | -44.18%             | 1,643.5      | -15.24%             |
| 2008 | 6,682              | 285,504        | 285,504              |                      | -58.44%             | 832.37       | -49.35%             |
| 2009 | 4,453              | 196,460        | 196,460              |                      | -31.19%             | 647.865      | -22.17%             |
| 2010 | 3,960              | 213,315        | 213,315              |                      | 8.58%               | 733.083      | 13.15%              |
| 2011 | 4,178              | 234,727        | 233,267              | 1,460                | 10.04%              | 569.534      | -22.13%             |
| 2012 | 4,094              | 231,035        | 230,482              | 553                  | -1.57%              | 574.5        | 0.87%               |
| 2013 | 4,746              | 248,860        | 220,022              | 28,838               | 7.72%               | 610.2        | 6.21%               |
| 2014 | 5,294              | 313,791        | 238,809              | 74,982               | 26.09%              | 645.2        | 5.74%               |
| 2015 | 5,558              | 320,182        | 243,553              | 76,629               | 2.04%               | 642.4        | -0.43%              |
| 2016 | 6,106              | 367,124        | 259,287              | 99,378               | 14.66%              | 681.8        | 6.13%               |
| 2017 | 6,364              | 446,803        | 278,242              | 168,561              | 21.7%               | 695.8        | 2.05%               |
| 2018 | 6,367              | 475,844        | 279,941              | 195,903              | 6.5%                | 751.9        | 8.06%               |
| 2019 | 6,443              | 469,338        | 292,926              | 176,412              | -1.36%              | 789.3        | 4.97%               |
| 2020 | 4,588              | 258,002        | 235,587              | 22,415               | -45.03%             | 855.7        | 8.41%               |
| 2021 | 3,049              | 168,831        | 168,725              | 106                  | -34.56%             | 634.9        | -25.8%              |
| 2022 | 3,761              | 214,239        | 214,213              | 26                   | 26.9%               | 845.8        | 33.21%              |
| 2023 | 3,871              | 260,768        | 229,739              | 31,029               | 21.72%              | 810.3        | -4.19%              |
| 2024 | 4,331              | 269,159        | 266,029              | 3,130                | 3.22%               | 726.3        | -10.37%             |

- 資料來源：交通部民用航空局[48]、臺南航空站[49]

### 飛安事件
- 1939年12月17日下午5時15分：臺南州國防義會一架由早坂六之助駕駛的滑翔機疑似因在起飛時脫離拖曳機身之自動車的時機出了差錯，在向左方迴旋時垂直墜毀，駕駛當場身亡[5]。
- 1969年2月24日中午12時13分：遠東航空公司EF-104班機（機型：Handley Page HPR-7 Herald 201），國籍標誌及登記號碼：B-2009。執行高雄國際機場至臺北松山機場航班，起飛10分鐘後通報臺南機場塔台发动机故障，緊急迫降於臺南縣歸仁鄉（今臺南市歸仁區）時不幸墜毀在山溝中，機上32名乘客及4名機組員全數罹難。
- 1977年4月16日：遠東航空公司班機（機型：DC-3），國籍標誌及登記號碼：B-247。自臺北松山機場起飛，降落臺南機場時機師操作失誤導致飛機重落地造成鼻輪嚴重受損無法修復，航機乘員無人傷亡。
- 2002年5月23日上午7時58分：遠東航空公司EF-161班機（機型：波音 757-200），國籍標誌及登記號碼：B-2701x。自臺北松山機場起飛，7時58分時在飛行中遭到落雷擊中飛機右翼避雷針，飛機於8時許平安降落臺南機場無人員傷亡。經檢查後機上的靜電釋放器受損，更換靜電釋放器後航機繼續執行任務。[50]
- 2003年3月21日晚上10時30分：復興航空公司GE-543班機（機型：空中巴士 A321-131），國籍標誌及登記號碼：B-22603。自臺北松山機場起飛，進場時臺南機場塔台管制員未確認跑道淨空即頒發降落許可，導致航機於36R跑道降落滾行時撞擊德寶營造所屬之施工車輛。飛機左起落架、左輪艙門、左內側後緣襟翼及左後方機身受損嚴重，空中巴士公司評估無法修復後該航機報廢[51]，航機乘員無人傷亡。地面施工人員受傷送醫。[52]
- 2004年5月17日上午09時50分：復興航空公司GE-525班機（機型：空中巴士 A321-131），國籍標誌及登記號碼：B-22602。自臺北松山機場起飛，在臺南機場停機坪旅客下機位置停妥後，由臺灣航勤之地勤人員駕駛的自走式扶梯車要接送乘客下機時，該車疑似機械故障導致煞車失靈。扶梯車撞擊到飛機尾部左方的水平翼，該處蒙皮出現約20公分的破損。航機乘員無人傷亡。[53]
- 2011年6月28日上午09時23分：立榮航空公司B7-642班機（機型：龐巴迪 DASH8-300型），國籍標誌及登記號碼：B-15231。自澎湖馬公機場起飛，原定以VOR/DME進場程序降落在臺南機場18L跑道，卻降落於未經指定之18R跑道上，幸該跑道已淨空，航機及人員均安。[54]
- 2015年4月1日下午01時19分：隸屬於美國海軍陸戰隊航空兵第323戰鬥機攻擊中隊（VMFA-323）的兩架F-18戰鬥機（長機編號：WS410，僚機編號：WS404），在執行由日本琉球嘉手納基地至新加坡的任務時，於恆春西南方40海浬處，僚機儀表版發出右側發動機油管壓力異常訊號，隨即掛出7700電碼宣告進入緊急狀況，並立即向民航局飛航服務總台申請預防性緊急迫降於臺南機場，人機均安。由於本地沒有該型機的備用零組件因此4月2日美軍再派遣了一架C-130運輸機搭載了所需零組件及技師於20時35分抵達臺南機場準備進行修護。4月3日13時12分及15點15分兩架完成測試及整補作業的戰鬥機與前來支援的C-130J運輸機相繼起飛離開臺南機場[55]。詳見2015年美軍F-18戰機降落臺南機場事件。
- 2020年1月27日下午3時許：越捷航空公司VJ-859班機（機型：空中巴士 A321-211），國籍標誌及登記號碼：VN-A640。執飛臺南至越南胡志明市航班表定下午3點5分離站，取得許可後滑行至36R跑道（由南向北）準備起飛，3點21分時才由36R跑道滾行起飛。3時17分立榮航空國內線B7-8986班機（機型：ATR 72-600），國籍標誌及登記號碼：B-17011。執飛金門至臺南之航班，立榮班機機師降低飛行高度並準備進場於36R跑道降落時察覺跑道上有航機、未淨空的情況下立即回報臺南機場塔台。塔台管制員即指示立榮航空「go around（重飛）」，立榮機師隨即拉起機頭重飛，立榮航班表定下午3時15分抵達，因重飛緣故，延誤到3時30分落地[56]。

## 其他
- 臺南機場未設空橋，旅客需搭乘機場接駁車進入停機坪登機。
- 1977年7月7日，中國人民解放軍空軍第2偵察機團1大隊2中隊中隊長范園焱駕駛編號3171的殲偵-6戰鬥機投誠，引導降落在臺南機場。
- 人道救援－八八水災：2009年8月8日莫拉克颱風重創臺灣南部，造成50年來最大的一次水災，該次風災美軍於8月16日啟動人道救援。出動C-130運輸機（由日本沖繩普天間基地出發），載運一萬五千磅防水塑膠布與其他物資至臺南機場，並出動補給艦「理查柏德號（英语：USNS Richard E. Byrd, T-AKE-4）」與兩棲船塢運輸艦「丹佛號（英语：USS Denver, LPD-9）」組成船團由日本佐世保海軍基地出發，並搭載MH-53E超級種馬重型直升機及MH-60S海鷹直升機於8月17日上午降落臺南機場協助運載重型裝備及其他物資進入山區的重災區救災，晚間任務結束後即飛返停泊在外海的「丹佛號」上[57]。這是1978年臺美斷交以來，首度有美軍軍機正式在臺灣降落。

## 外部連結
- 官方网站
- 臺南機場的Facebook專頁